# Вакуумний насос

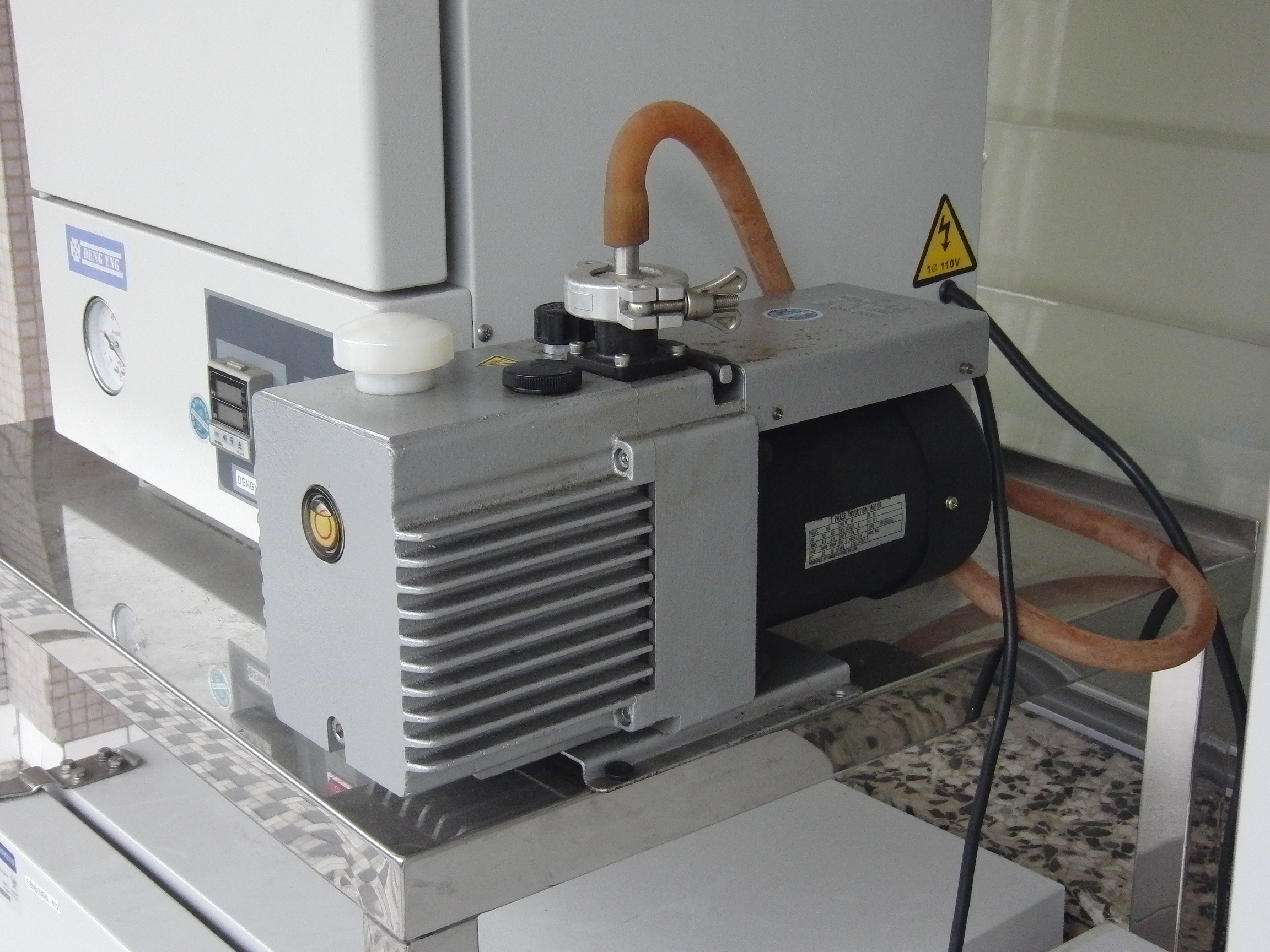
Масляний вакуумний насос

Ва́куумний насо́с (англ. vacuum pump) — елемент вакуумної системи, призначений для створювання, підвищування і підтримування вакууму.

## Історична довідка

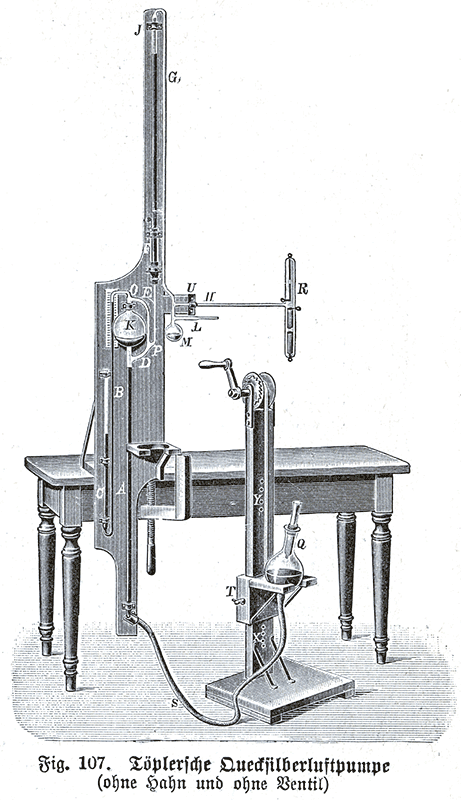
Ртутно-поршневий насос конструкції Гейслера — Теплера

Перший вакуумний насос (поршневий циліндр з водяним защільненням) сконструював у 1654 Отто фон Ґеріке. Цей насос дозволив легко відкачувати повітря з герметичних ємкостей та експериментувати з вакуумом. Насос, який автор назвав лат. antlia pneumatica, був далеким від досконалості, однак з його допомогою Геріке зумів продемонструвати основні властивості вакууму. Саме за допомогою цього насоса проведено було знаменитий дослід з Магдебурзькими півкулями.
У 1850 Август Теплер винайшов ртутно-поршневий насос, у 1855 Генріх Гайслер отримав за допомогою ртутного насоса тиск 0,01 торр, а у 1865 Германн Шпренгель створив насос, названий його іменем. Подальші роботи з удосконалення конструкцій вакуумних насосів у середині XIX ст. відкрило шлях до створення електровакуумних ламп.
У 1884 році італієць А. Маліньяні вперше застосував у виробництві ламп розжарення зв'язування залишкових газів парою фосфору і тим самим поклав початок застосуванню поглиначів, так званих гетерів.
У 1905 році молодий німецький фізик Вольфганг Геде робить винахід обертового ртутного вакуумного насоса. У 1906 році Джеймс Дьюар розробив спосіб отримання вакууму шляхом поглинання газів активованим вугіллям, яке охолоджувалось рідким азотом (кріосорбційний насос). Далі з'являються молекулярний (В. Геде, 1912) та дифузійний насоси (В. Геде, 1913).
В 1930-40-х роках набули популярності конструкції молекулярних насосів Гольвека та Зігбана, у яких для відкачування газу служили канали виконані по гвинтовій лінії у циліндричному статорі (у конструкції першого автора) або по спіралі у дисковому роторі (у конструкції другого автора). Такі насоси дозволяли досягати вакууму з тиском 10−7 мм рт. ст. але для забезпечення малих зазорів вимагали високої точності виготовлення основних деталей.
Інтерес до молекулярних насосів підвищився на початку 1960-х років після винаходу В. Беккером турбомолекулярного насоса, конструкції «з великими допустимими зазорами». Конструктивно насос Беккера нагадував багатоступінчастий осьовий компресор. Насос, описаний Беккером у 1961 році, мав ротор діаметром 600 мм, що обертався з частотою 6000 об/хв. Такі насоси здатні були забезпечити високий та надвисокий вакуум (10−3…10−10 мм рт. ст.).

## Основні параметри вакуумних насосів
До основних параметрів вакуумних насосів належать:
- граничний (найменший) тиск (залишковий тиск, граничний вакуум), який може бути досягнутий насосом;
- швидкість відкачування — об'єм газу, що відкачується при даному тиску за одиницю часу (м³/с, л/с)
- допустимий (найбільший) випускний тиск у випускному перетині насоса, подальше підвищення якого порушує нормальну роботу останнього.

## Фізичні принципи роботи вакуумних насосів

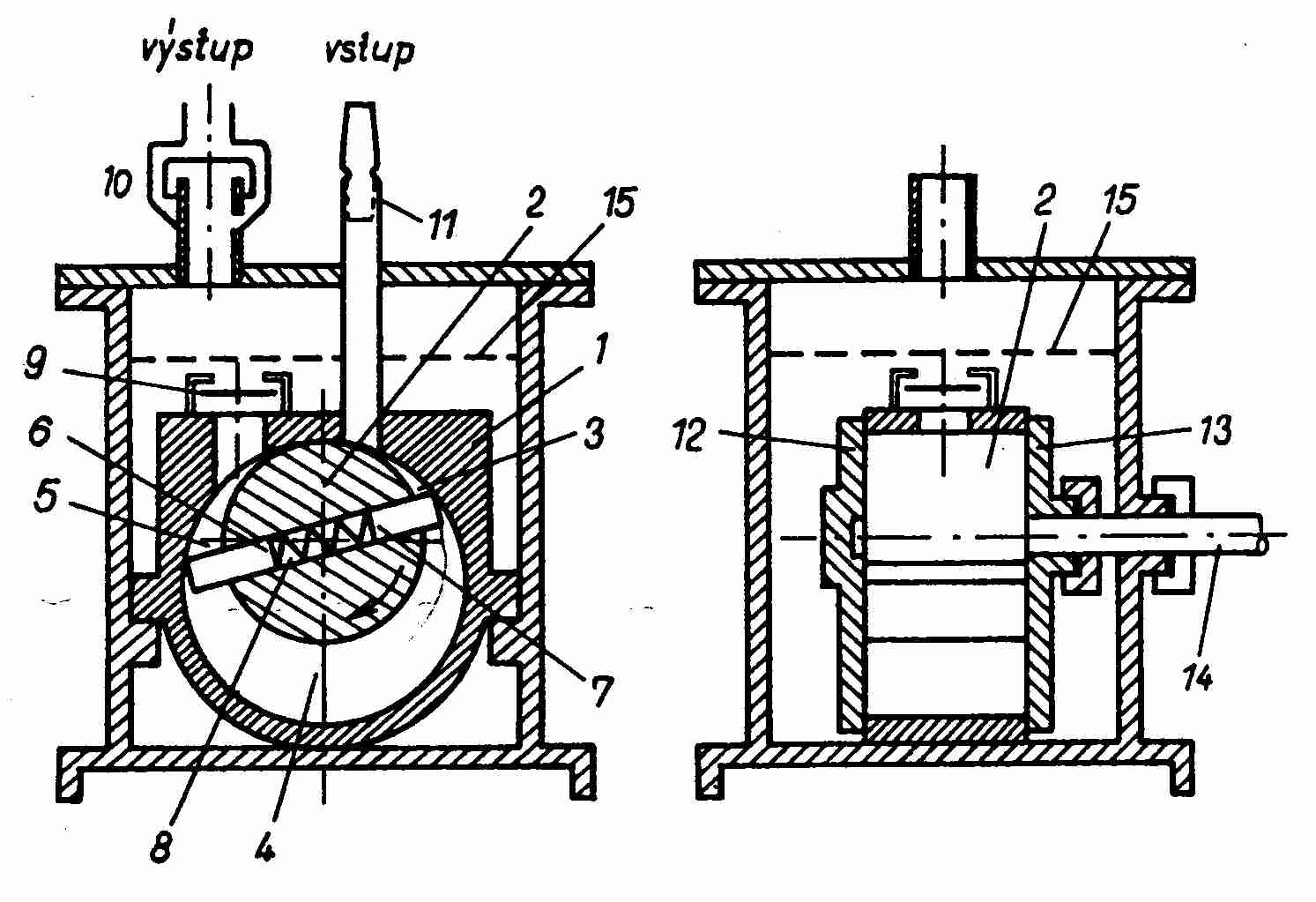
Масляний пластинчасто-роторний вакуумний насос у розрізі

Вакуумні насоси за фізичними принципами їх роботи поділяють на газопереносні (газоперекачувальні) насоси та газозв'язувальні (уловлювальні) насоси.

### Газопереносні вакуумні насоси
Газопереносні вакуумні насоси — вакуумні насоси, у яких переміщення газу від входу до виходу здійснюється або внаслідок механічного руху робочих частин насоса, або за рахунок захоплювання газу чи молекул газу струменем робочої речовини, або за рахунок дії електричного і магнітного полів чи одного електричного поля. За фізичними особливостями перебігу процесу поділяються на об'ємні, що використовують періодичну зміну об'єму робочої камери і кінетичні — насоси, що працюють шляхом передачі імпульсу молекулам газу, що відкачується.

#### Об'ємні насоси

Схема ротаційного двороторного насоса типу «Рутс»: 1, 3 — ротори, 2 — кожух.

Об'ємні насоси здійснюють відкачування за рахунок періодичної зміни об'єму робочої камери. Переважно вони використовуються для отримання попереднього розрідження (форвакууму). До них належать поршневі та ротаційні (обертальні) вакуумні насоси.
Основними робочими деталями поршневих насосів є циліндр, поршень та приводний механізм. Використовуються для створення вакууму 5…100 мм рт.ст. Поршневі вакуумні насоси бувають:
- сухі — відкачують лише газ;
- мокрі — здатні відкачувати суміш газу з рідиною;

Обертальні (ротаційні) насоси використовують обертальний рух спеціального пристрою (ротора). Використовуються для створення вакууму 0,5…0,001 мм рт.ст. В залежності від конструкції ротора поділяються на:
- масляні (з масляним защільненням): пластинчасто-роторні, пластинчасто-статорні, роторно-плунжерні);
- з ковзними лопатями — використовуються для великих об'ємів та створення централізованих систем попереднього розрідження;
- з рідинним поршнем (водокільцеві) — використовуються для відкачування легкозаймистих при низьких температурах газів, для тих, яким не допускається контакт з мастилом та інших спеціальних умов;
- двороторні незмащувані — мають високу швидкість обертання роторів (до 3000 об/хв);
- зубчасті — служать для створення низького вакууму (0,1…0,01 мм рт.ст.), швидкість обертання до 1000 об/хв.

#### Кінетичні насоси

Молекулярний насос конструкції Геде: 1 — випускний патрубок, 2 — впускний патрубок, 3 — ротор, 4 — статор

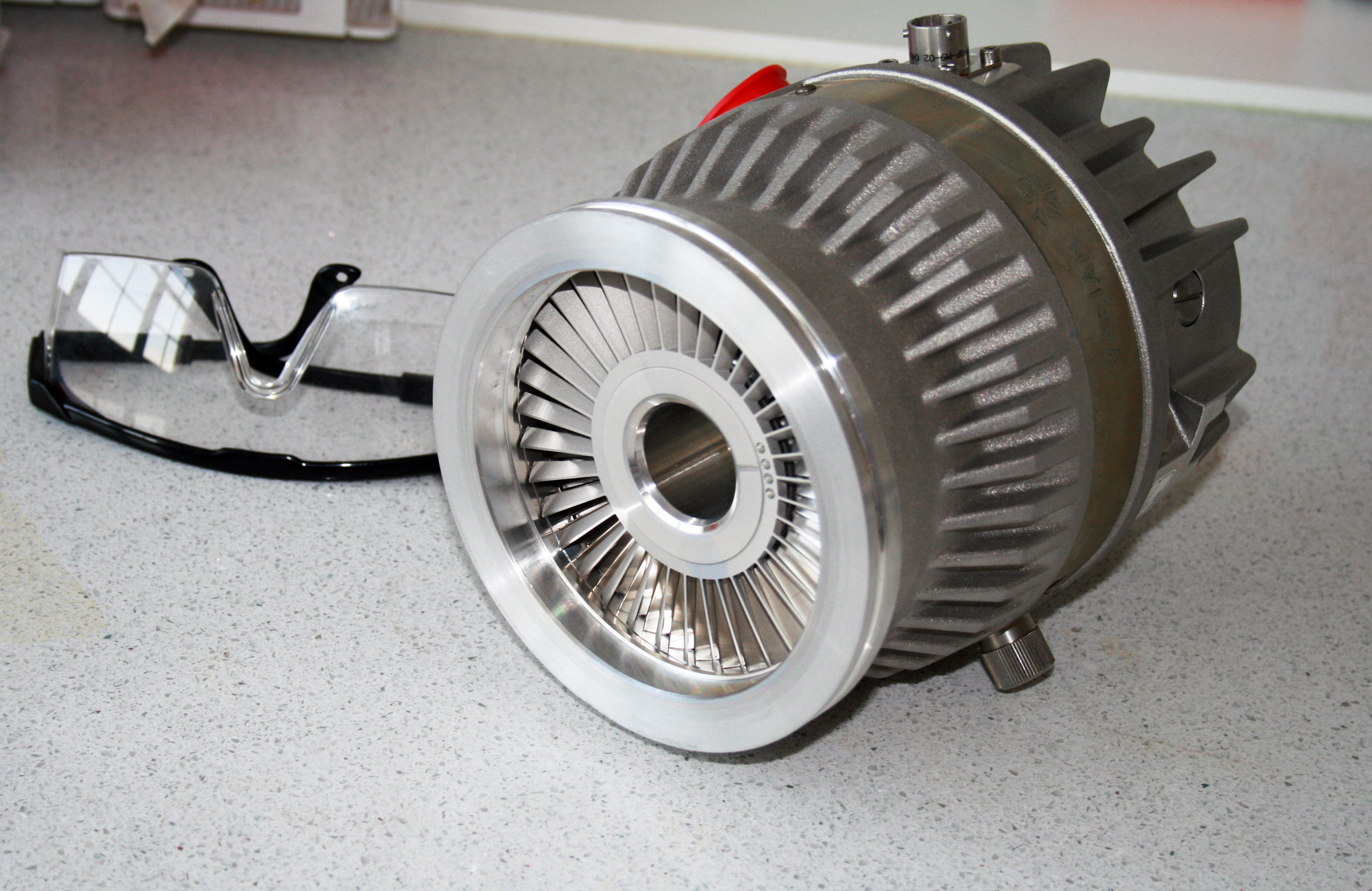
Турбомолекулярний насос

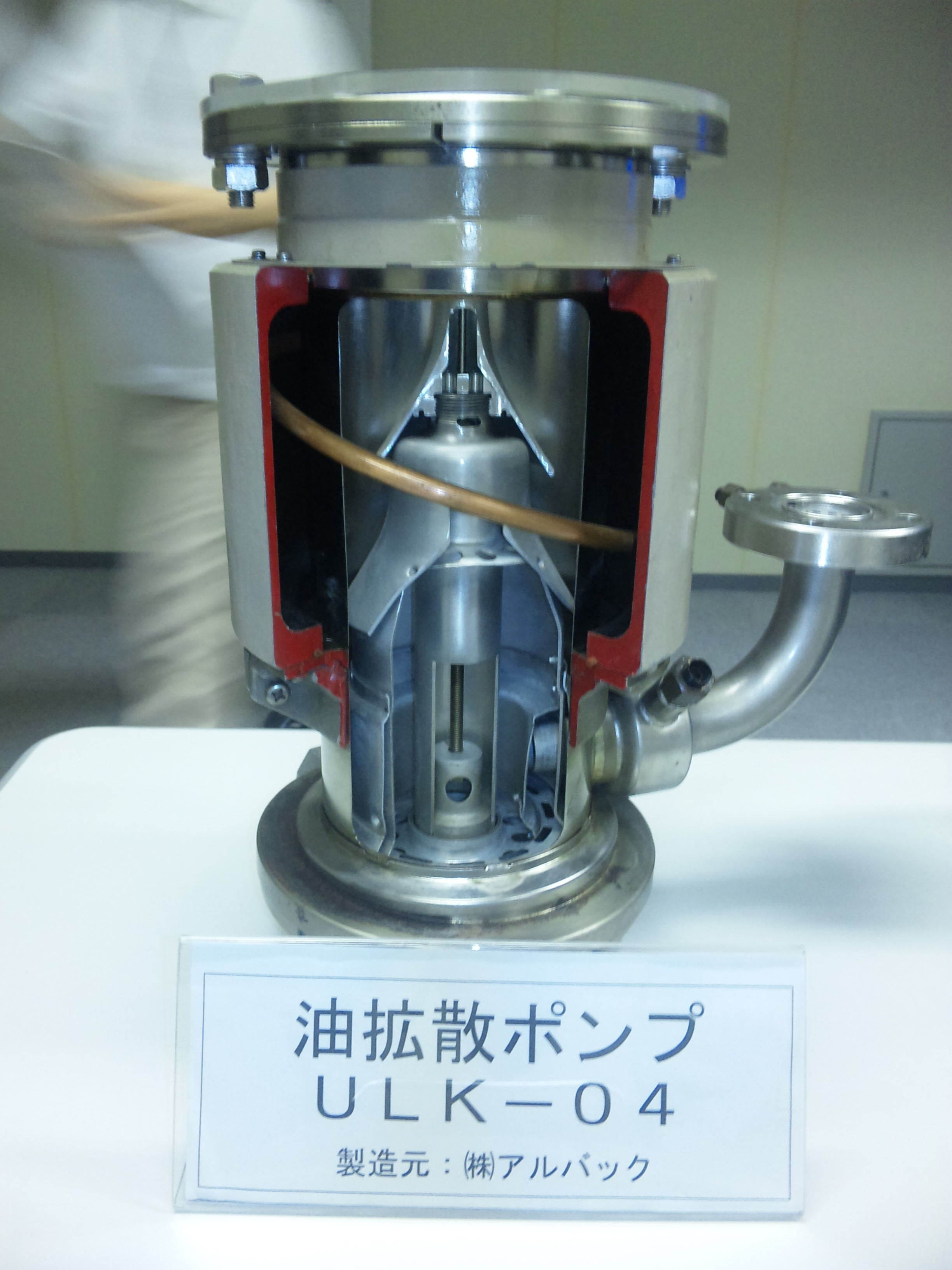
Дифузійний паромасляний вакуумний насос у розрізі

Кінетичні вакуумні насоси здійснюють відкачування за рахунок передавання молекулам газу кількості руху від твердої, рідкої чи пароподібної поверхні, що швидко рухається. До них належать:
- роторний молекулярний і турбомолекулярний насоси;
- струменевий насос — газоперекачувальний вакуумний носос, відкачувальна дія якого ґрунтується на захоплюванні газу, що видаляється, струменем рідини, пари або газу (відповідно, бувають паро-, газо- і рідинно-струменеві). Серед них знайшли застосування такі різновиди:
  - дифузійний — пароструменевий високовакуумний насос, у якому захоплювання газу струменем відбувається за рахунок дифузії газу в струмінь (використовуються для створення вакууму 2∙10−6…3∙10−7мм рт.ст.);
  - ежекторний — пароструменевий низьковакуумний насос, у якому відбувається турбулентно-в'язкісне захоплювання газу струменем (використовуються для створення вакууму 1…100 мм.рт.ст.);
  - дифузійно-ежекторний — пароструменевий вакуумний насос, у якому захоплювання газу струменем відбувається за рахунок дифузії газу в струмінь і турбулентно-в'язкісного захоплювання газу струменем
- іонний насос — кінетичний насос, у якому відкачуваний газ піддається інтенсивній іонізації, а утворені додатньо заряджені йони усуваються за допомогою електричного і магнітного полів або лише електричного поля. Використовуються для створення вакууму 1∙10−6…3∙10−8 мм рт.ст.;

### Уловлювальні насоси
Уловлювальні (газозв'язувальні) насоси — вакуумні насоси, у яких використовується принцип сорбції або конденсації молекул газу на внутрішніх поверхнях насоса. До них належать такі види насосів:
- сорбційний насос — уловлювальний вакуумний насос, у якому відкачування відбувається внаслідок сорбції газу, у тому числі:
  - гетерний — сорбційний насос, у якому відкачування відбувається внаслідок хемосорбції газу гетером
    - випарний — вид гетерного насоса, у якому поглинальна поверхня відновлюється шляхом конденсації на ній термічно випаровуваного гетера;
    - гетерно-іонний — гетерний насос, у якому поряд з хемосорбцією виникає іонізація газу з наступним проникненням прискорених іонів у поверхню розпиленого гетера
      - сублімаційно-іонний — гетерно-іонний насос, у якому іонізований газ скеровується до поверхні гетера, яка утворюється внаслідок безперервного чи періодичного випаровування
      - магнітний електророзрядний — гетерно-іонний насос, у якому для розпилювання гетера використовують газовий розряд у магнітному полі

  - адсорбційний — сорбційний насос, у якому відкачування відбувається внаслідок фізисорбції газу пористим сорбентом за низької температури.
- конденсаційний насос — уловлювальний вакуумний насос, у якому відкачування здійснюється шляхом конденсації газу на охолоджуваних поверхнях;
- кріогенний насос (кріонасос) — використовують низькі температури для конденсації газів в твердий чи адсорбований стан;
- комбінований насос — комбінації гетерного вакуумного насоса, магнітного електророзрядного насоса і кріонасоса у різних сполученнях, розміщених в одному корпусі

## Класифікація вакуумних насосів
Вакуумні насоси класифікують як за типом вакууму, так і за конструкцією.

### Класифікація за рівнем вакууму
Величини тисків з якими працює вакуумна техніка, охоплює діапазон від 105 до 10−12 Па. Ступінь вакууму характеризується коефіцієнтом Кнудсена {\displaystyle Kn}, величина якого визначається відношенням середньої довжини вільного пробігу молекул газу до лінійного ефективного розміру вакуумного елемента Lеф. Ефективними розмірами можуть бути відстань між стінками вакуумної камери, діаметр вакуумного трубопроводу, відстань між електродами приладу тощо.
Умовно весь діапазон тисків для реальних розмірів вакуумних приладів може бути поділений на піддіапазони наступним способом:
- Низький вакуум
λ << Lеф
Kn ≤ 5× 10−3
Тиск 105…102 Па (103…100 мм рт.ст.)
- Середній вакуум
λ ≥ Lеф
5× 10−3 < Kn < 1,5
Тиск 102…10−1 Па (100…10−3 мм рт.ст.)
- Високий вакуум
λ > Lеф
Kn ≥ 1,5
Тиск 10−1…10−5 Па (10−3…10−7 мм рт.ст.)
- Надвисокий вакуум
λ >> Lеф
Kn >> 1,5
Тиск 10−5 Па й нижче (10−7…10−11 мм рт.ст.)

Такий поділ ступенів вакууму не є єдиним, за різними джерелами вказані діапазони можуть дещо відрізнятись. Відповідно до поданої класифікації вакуумні насоси за рівнем вакууму, який вони можуть забезпечити поділяються на надвисоковакуумні, високовакуумні, середньовакуумні й низьковакуумні. Крім цього, за функціональним призначення ще вирізняють такі види вакуумних насосів:
- вакуумний насос попереднього розріджування — вакуумний насос, призначений для зниження тиску у відкачуваному об'ємі з атмосферного до значення, яке дає змогу почати роботу іншої відкачувальної системи;
- форвакуумний насос  — вакуумний насос, призначений для підтримування тиску у вихідному перерізі насоса більш високого вакууму, який дає змогу останньому забезпечувати задані параметри відкачування;
- бустерний вакуумний насос — вакуумний насос, що його встановлюють між форвакуумним та високовакуумним насосами, аби привести у відповідність випускний тиск високовакуумного насоса із впускним тиском форвакуумного насоса.

### Класифікація насосів за конструктивними ознаками
Залежно від принципу дії й конструктивних особливостей вакуумні насоси бувають механічні та фізико-хімічні.
- Механічні:
  - поршневі (у тому числі ртутно-поршневі);
  - діафрагмові;
  - пластинчасто-роторні (в тому числі рідинно-кільцеві);
  - гвинтові;
  - конструкції типу «Рутс»;
  - золотникові;
  - спіральні тощо.
- Фізико-хімічні:
  - магніторозрядні;
  - струменеві;
  - сорбційні;
  - кріогенні тощо.

## Застосування
Для отримання вакууму того чи іншого ступеня потрібні відповідні насоси або їх комбінація. Вибір насоса визначається родом і кількістю газів, що пропускаються насосом та діапазоном робочих тисків насоса і його параметрами. Не існує такого насоса, за допомогою якого можна було б забезпечити отримання вакууму в усьому діапазоні тисків з прийнятною ефективністю.
Вакуумні насоси застосовують у вакуумній металургії, енергетиці, електроніці, в хімічній і харчовій промисловості, медицині тощо.